# Abdullah Musa
Abdullah Musa Abdullah, noto anche come Abdullah Moosa (2 marzo 1958), è un ex calciatore emiratino, di ruolo portiere.